# 劉家華
劉家華（1984年10月14日—），台灣棒球選手，球員期間都在二軍比賽，目前已離隊。

## 經歷
- 高雄縣岡山國小少棒隊
- 高雄縣橋頭國中青少棒隊
- 臺中市國立中興大學附屬臺中高級農業學校
- 台灣體院棒球隊（富邦公牛）
- 中華職棒La New熊

## 外部連結
- 劉家華在台灣棒球維基館上的頁面（繁體中文）